# De Kleine Brekken
De Kleine Brekken was een waterschap in Friesland dat een bestuursorgaan was van 1928 tot 1978. Het grondgebied lag bij oprichting in de gemeenten Doniawerstal en Lemsterland.
Per 1 maart 1978 werd het waterschap opgeheven en ging het in de eerste grote waterschapsconcentratie in die provincie, op in het waterschap Tusken Mar en Klif. Na verdere fusies valt het gebied sinds 2004 onder Wetterskip Fryslân.